# Rue García Camba
La rue García Camba est une rue de Pontevedra (Espagne) située au centre-ville, dans la première zone d'expansion urbaine. C'est l'une des rues principales de Pontevedra.

## Origine du nom
La rue est dédiée au juge Miguel Gay García Camba, qui a exercé d'importantes fonctions dans la ville et qui a également été président du Liceo Casino entre 1903 et 1907, et qui a fait don du terrain nécessaire à la construction de la rue,.

## Histoire
La rue García Camba a été ouverte dans la première zone d'expansion urbaine de la ville en 1884, lorsque Miguel Gay García Camba et sa famille ont fait don d'un terrain pour la construction d'une nouvelle rue entre les rues centrales Oliva et Peregrina,.
En 1915, la construction du nouveau bâtiment de la poste centrale de la ville a commencé à l'angle des rues García Camba et Oliva, sur un terrain appartenant au marquis de Riestra, qui avait appartenu à Miguel Gay García Camba.
Dans les premières décennies du XXe siècle, la rue García Camba est devenue l'une des rues les plus importantes de la ville, connue comme la rue des spectacles en raison des cinémas et des théâtres qui y étaient installés. Le 20 février 1932, le cinéma Coliseum a ouvert ses portes au numéro 10 de la rue, conçu par l'architecte Antonio López Hernández (à l'emplacement de l'actuel bâtiment Viacambre) et décoré de peintures murales de Carlos Sobrino Buhigas,, et a fermé ses portes en 1971. En 1948, le théâtre-cinéma Malvar a été inauguré au numéro 12 de la rue, et a fermé ses portes en 1996.
De 1943 à 1950, la galerie d'art du restaurant Urquin, dans la rue, a été à l'origine de la relance de la scène artistique de la ville, avec des expositions d'œuvres de peintres tels que Manuel Torres et Carlos Sobrino Buhigas. Son inauguration en 1943, au cours de laquelle Antonio Machín s'est produit, a été un événement majeur,,.
En 1944, l'architecte municipal Juan Argenti Navajas a conçu le projet de prolongement de la rue García Camba, qui n'a jamais été réalisé.
Au cours des décennies suivantes, des établissements commerciaux singuliers ont été ouverts dans cette rue de Pontevedra, comme les pâtisseries Capri, inaugurée en 1963, ou Los Castellanos. Des librairies de renom ont également occupé un espace important dans la rue. En 1973, la librairie Seoane a ouvert au numéro 6, qui a fermé en 2003, et en 1987, la librairie Escolma a ouvert dans les locaux de l'ancienne librairie Luis Martínez Gendra, au numéro 11.
En 1964, l'immeuble emblématique Las Torres a été inauguré à l'angle de la rue Andrés Muruais, le gratte-ciel par excellence de Pontevedra, dont le terrain a été vendu le 18 novembre 1959.
Le 18 avril 2001, la rue García Camba a été fermée au trafic de transit depuis la rue Daniel de la Sota, ne laissant qu'un seul accès au trafic routier depuis la place de Galice à travers la rue Andrés Muruais.

## Description
Il s'agit d'une rue plate au cœur du centre-ville ayant un tracé rectiligne de 130 mètres. Sa largeur moyenne est de 15 mètres.
Il s'agit d'une rue centrale dans la première zone d'expansion urbaine de la ville avec une voie de circulation et deux trottoirs depuis les rues Peregrina et Andrés Muruais jusqu'à la rue Oliva. Toute la rue est bordée de camélias des deux côtés.
C'est l'une des principales rues de la ville et l'un de ses centres névralgiques, où l'on trouve depuis des décennies un grand nombre d'agences bancaires, ce qui explique qu'elle soit également connue sous le nom de rue des banques.
En 2021, la rue García Camba était la rue la plus chère de la ville où 12 % des propriétaires sont néerlandais, britanniques ou australiens.

## Bâtiments remarquables
À l'angle nord-ouest de la rue García Camba et de la rue Oliva se trouve l'édifice de la poste centrale de la ville, siège de la poste de la province de Pontevedra. Le bâtiment appartient au style art nouveau qui prévalait dans les premières années du XXe siècle. L'entrée principale se présente sous la forme d'un angle chanfreiné avec des arcs reposant sur des colonnes classiques et des escaliers en pierre menant à un hall d'entrée surélevé. Elle est décorée de motifs géométriques en pierre sur la façade, en particulier au niveau supérieur, avec des lucarnes et des fenêtres géométriques à chaque niveau. Le niveau supérieur, au-dessus de l'entrée principale, est couronné par les armoiries en pierre de la ville. À l'intérieur, le bâtiment s'articule autour d'un espace central au-dessus d'un hall public, et l'utilisation de matériaux tels que le verre, le bois et le plâtre, ainsi que la voûte en verre coloré, sont particulièrement remarquables.
Au numéro 5 de la rue se trouve la Maison Luciano Dazevedo, un bâtiment moderniste conçu par l'architecte Andrés López de Ocáriz Robledo en 1914. Les quatre étages supérieurs ont été ajoutés en 1995. Les balcons sont identiques à ceux de l'hôtel Palace, qui se trouvait sur la place de Galice.
Au numéro 8 de la rue se trouve le bâtiment González Vega, le meilleur exemple de modernisme rationaliste conservé dans la ville, conçu en juin 1939 par l'architecte Eloy Maquieira Fernández,. La façade est organisée symétriquement en quatre parties égales, les deux centrales correspondant aux fenêtres et les latérales aux balcons, sur lesquels s'ouvrent des fenêtres et des œils-de-bœuf, sauf au cinquième étage, où le balcon est continu. Le bâtiment est organisé intérieurement avec deux logements par étage.
L'immeuble Las Torres, conçu par l'architecte Alfonso Barreiro Buján, a été inauguré au numéro 14 de la rue en 1964. Il s'agit de l'immeuble le plus haut de Pontevedra, avec 16 étages et une hauteur de 60 mètres,,.

## Galerie

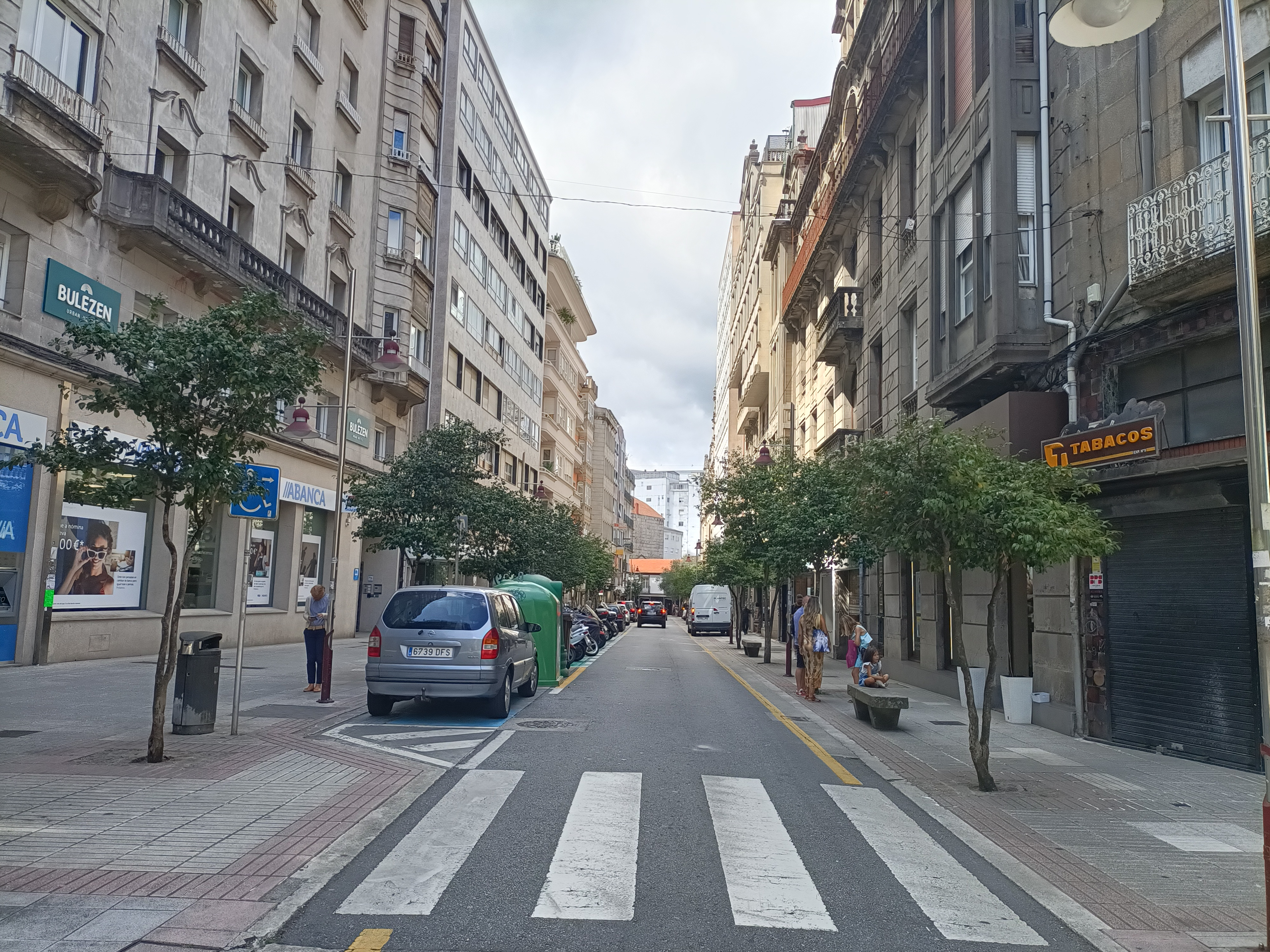
La rue García Camba vue de l'est
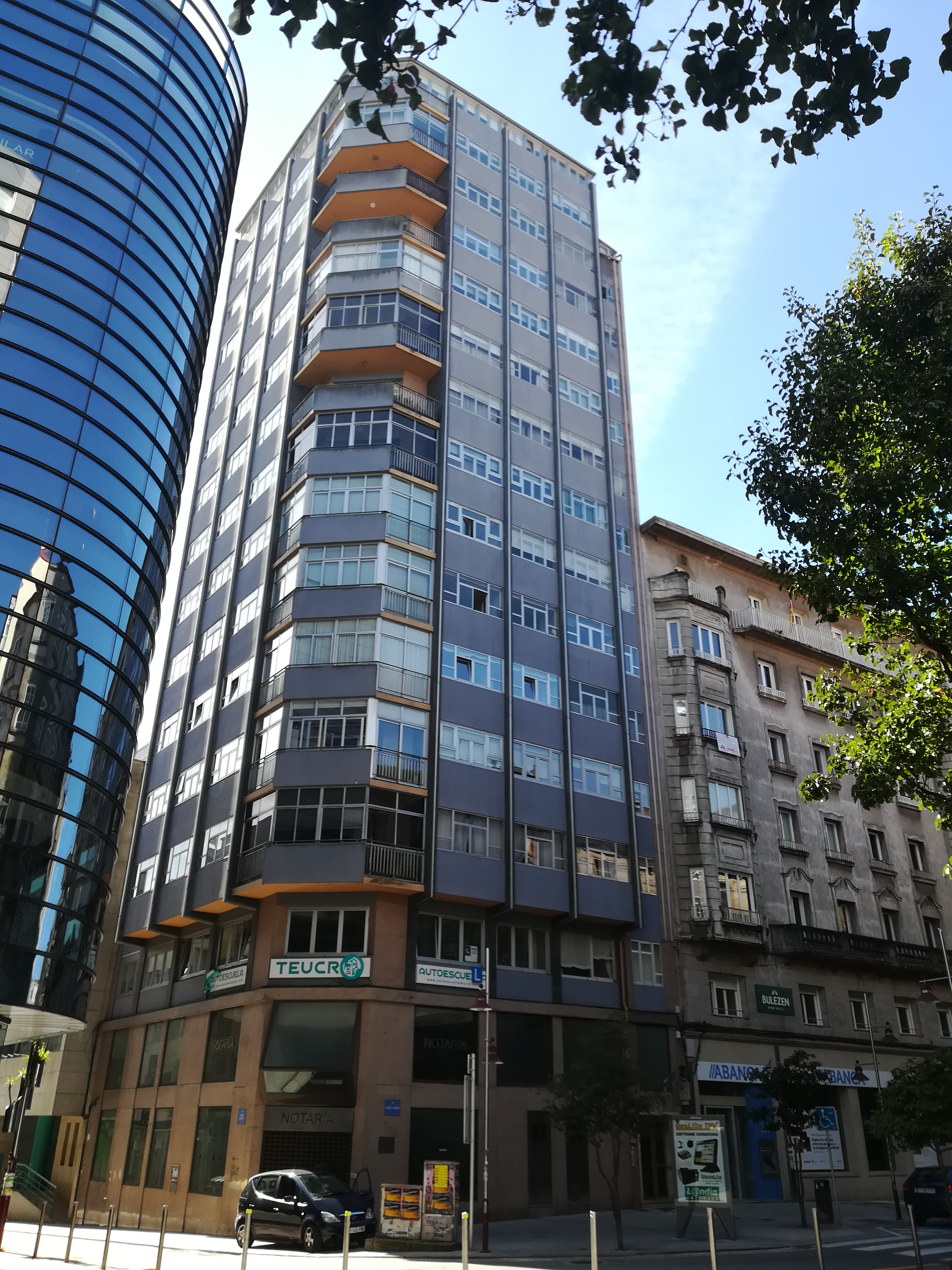
Bâtiment Las Torres
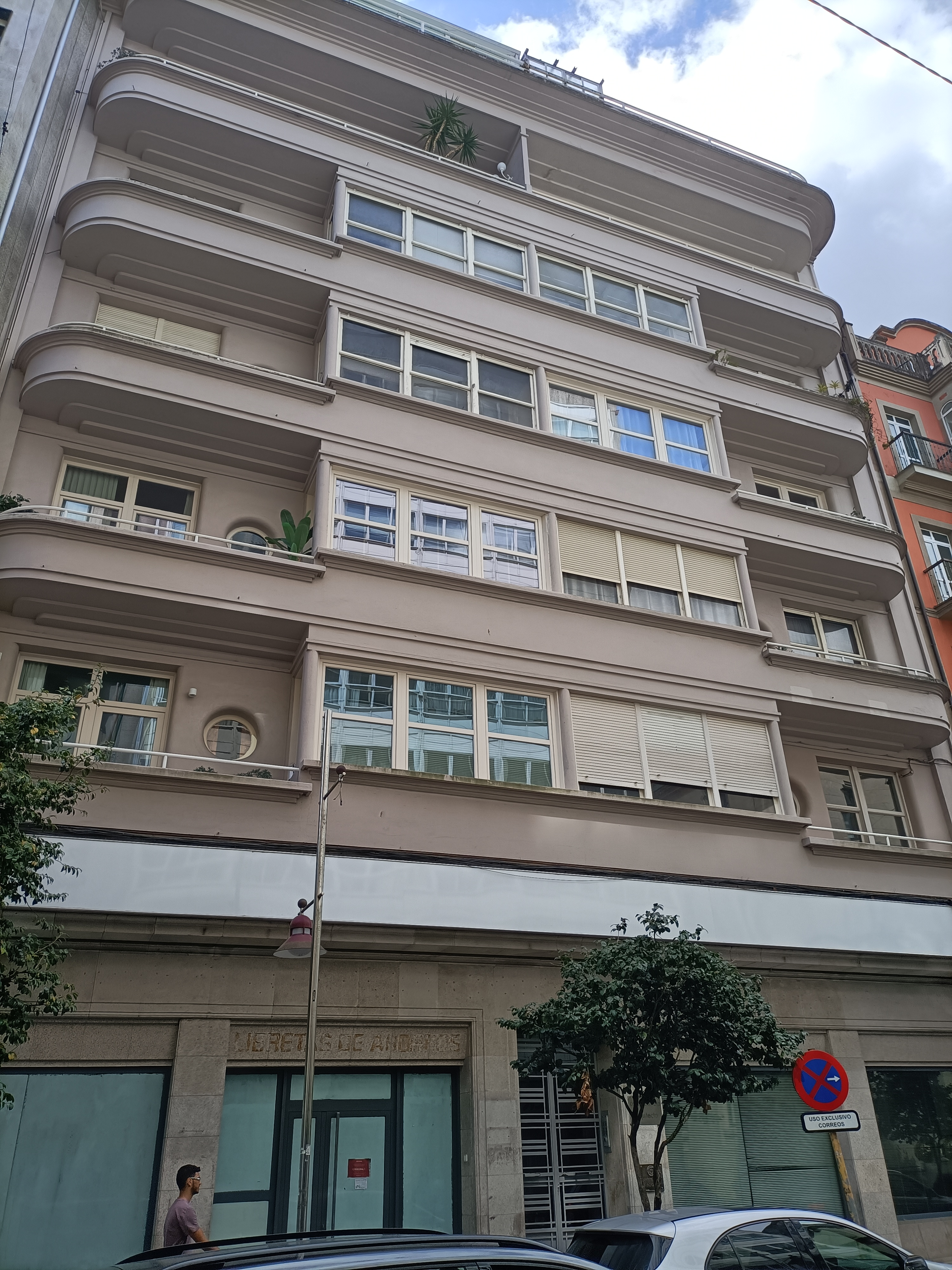
Bâtiment González Vega
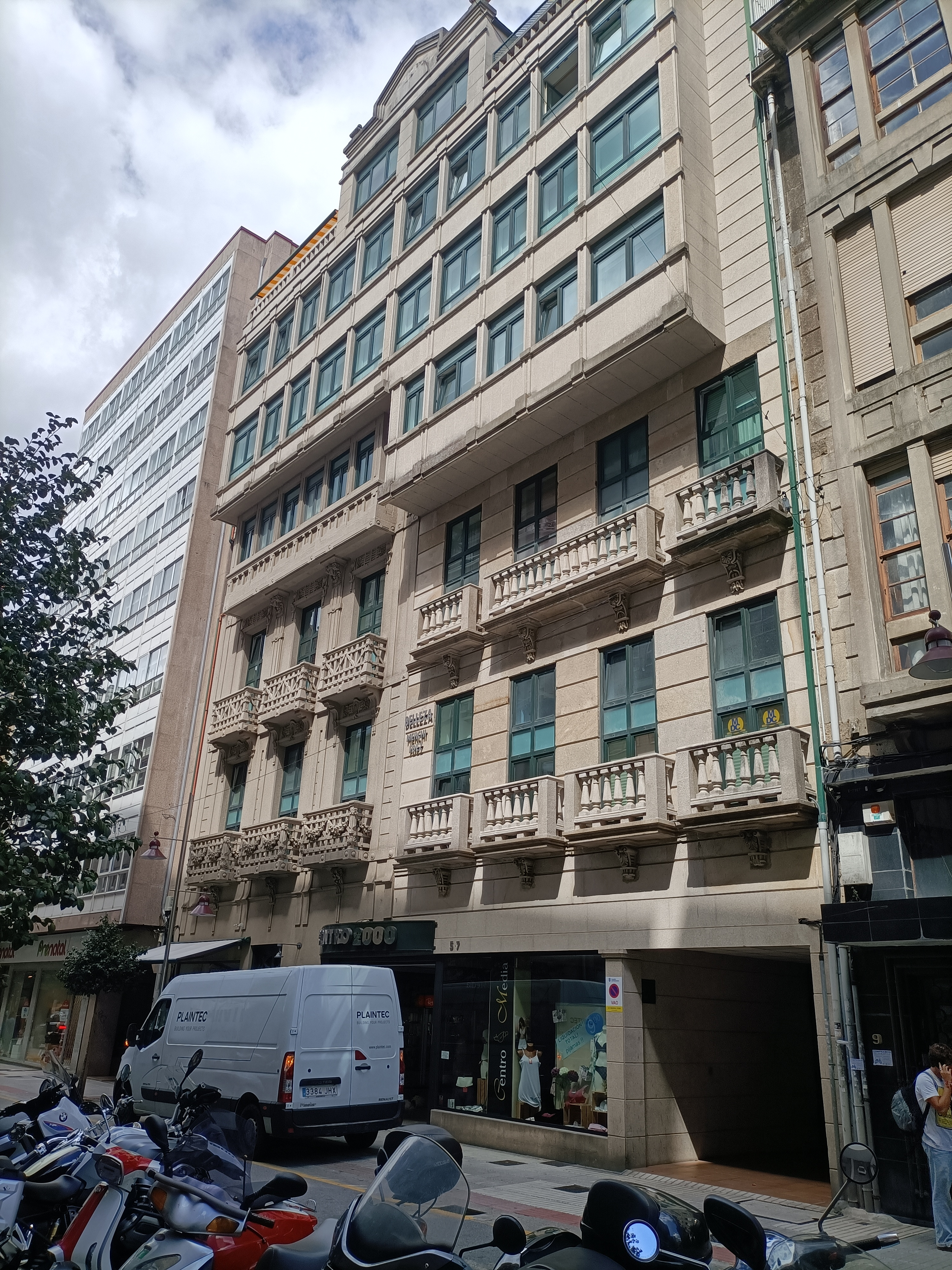
Bâtiment Luciano Dazevedo
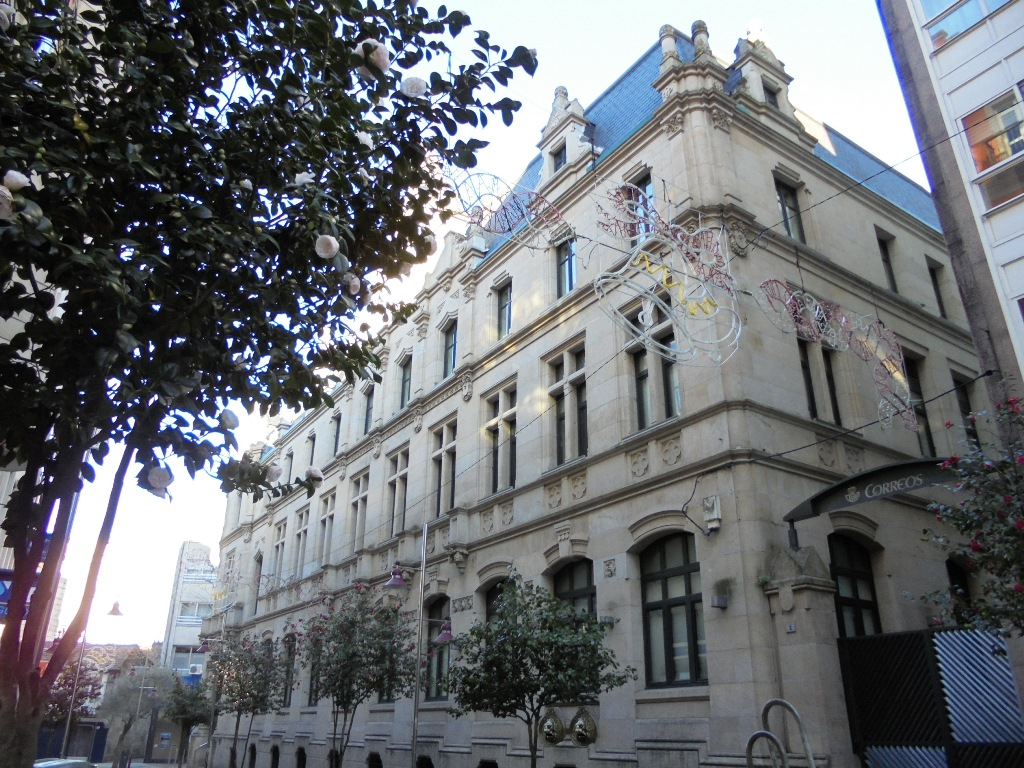
Façade du bâtiment central de la Poste
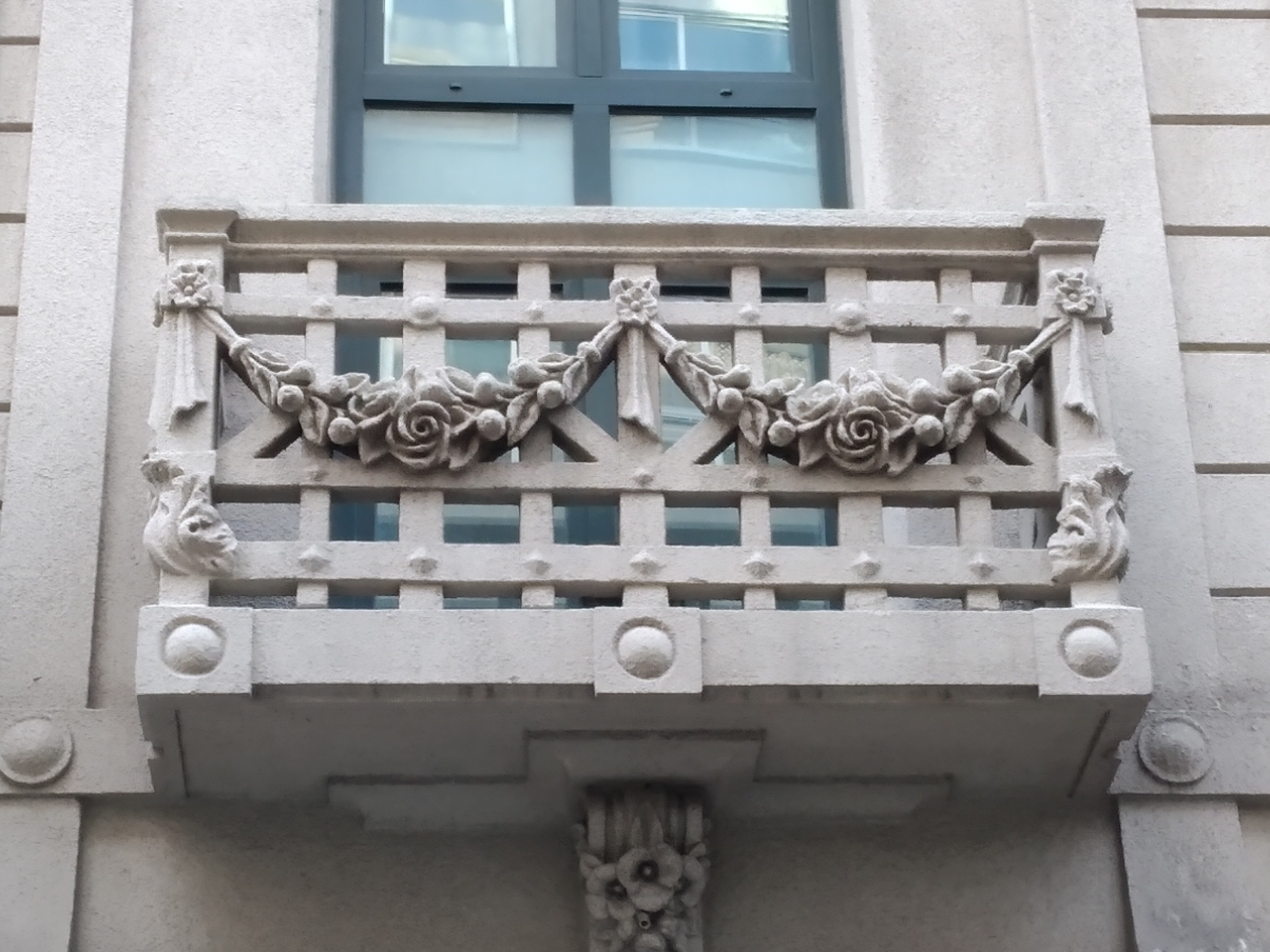
Balcon art nouveau de la maison Luciano Dazevedo au numéro 5 de la rue
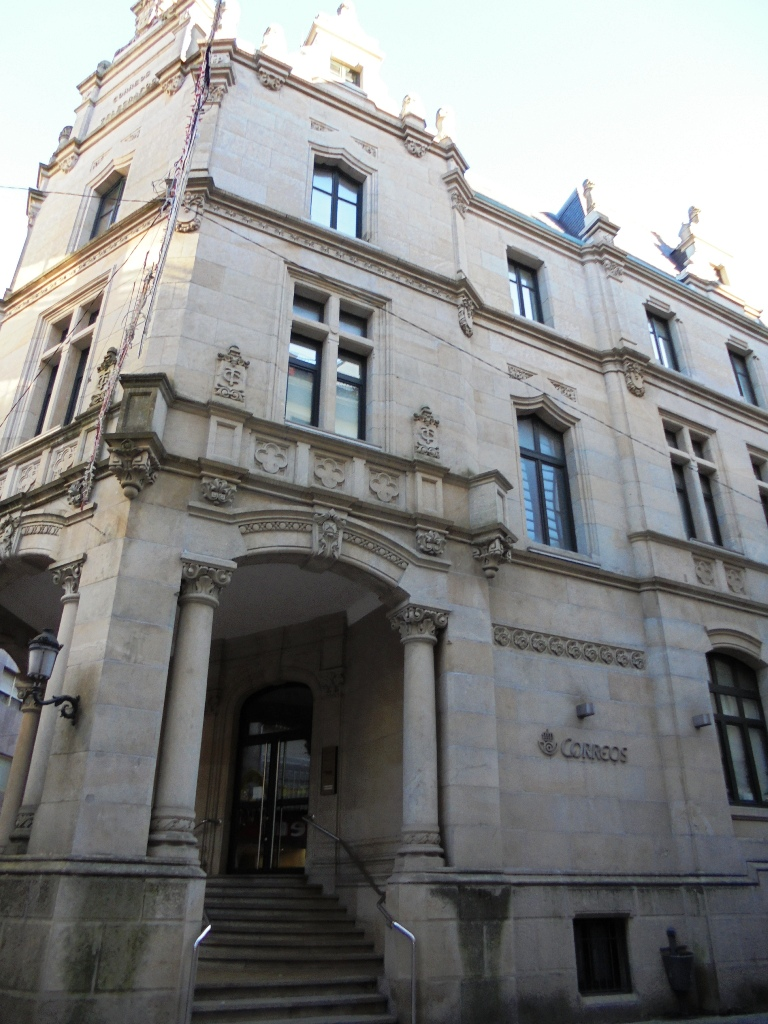
Entrée du bâtiment central de la Poste
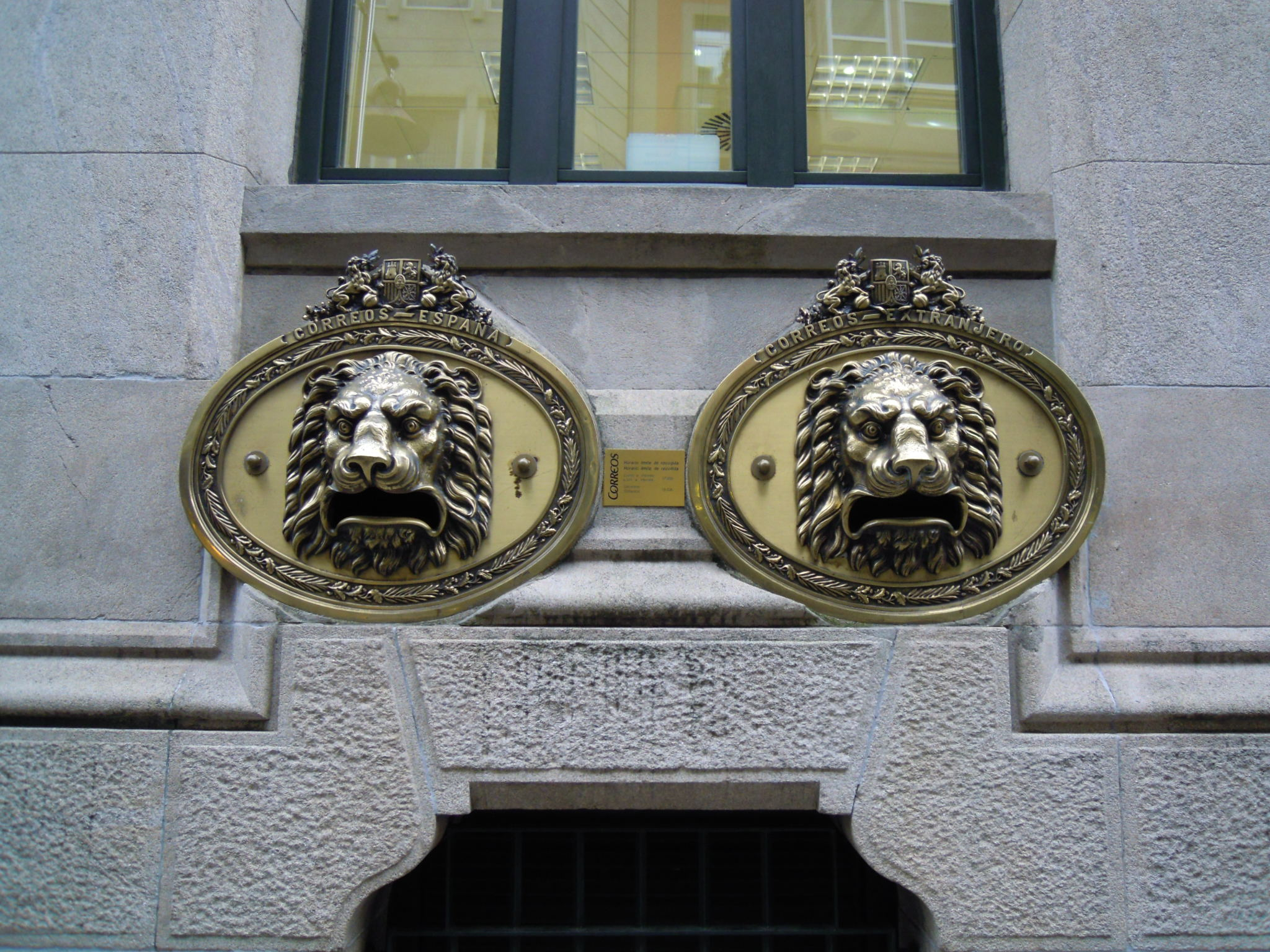
Têtes de lion sur les fenêtres des boîtes aux lettres de la rue García Camba